# Нисько (гміна)
Гміна Нисько (пол. Gmina Nisko) — місько-сільська гміна у східній Польщі. Належить до Ніжанського повіту Підкарпатського воєводства.
Станом на 31 грудня 2011 у гміні проживало 22539 осіб.

## Територія
Згідно з даними за 2007 рік площа гміни становила 142.44 км², у тому числі:
- орні землі: 38.00%
- ліси: 52.00%

Таким чином, площа гміни становить 18.13% площі повіту.

## Населення
Станом на 31 грудня 2011:
| Опис     | Загалом | Загалом | Чоловіки | Чоловіки | Жінки | Жінки |
| -------- | ------- | ------- | -------- | -------- | ----- | ----- |
| одиниця  | осіб    | %       | осіб     | %        | осіб  | %     |
| все      | 22539   | 100     | 11036    | 48.96    | 11503 | 51.04 |
| міське   | 15550   | 100     | 7598     | 48.86    | 7952  | 51.14 |
| сільське | 6989    | 100     | 3438     | 49.19    | 3551  | 50.81 |

## Солтиства
Коньчице, Нова Вєсь, Новосєлєц, Рацлавіце, Воліна, Заріче.

## Історія
1 серпня 1934 р. було створено об'єднану сільську гміну Нисько в Нисківському повіті Львівського воєводства. До неї увійшли сільські громади: Клижув, Нова Вєсь, Новосєлєц, Плаво, Пишниця, Рацлавіце, Воліна і Заріче..

## Сусідні гміни
Гміна Нисько межує з такими гмінами: Боянув, Єжове, Пишниця, Рудник-над-Сяном, Стальова Воля, Улянув.